# Namie Amuro
Namie Amuro (em japonês: 安室奈 美恵; romaniz.: Amuro Namie; 20 de setembro de 1977) é uma cantora, produtora, compositora, dançarina, modelo, atriz e empresária japonesa aposentada. Ela ganhou destaque como ídolo adolescente e se tornou uma grande artista pop devido à sua versatilidade em estilos musicais e apresentação visual. Devido às reinvenções e longevidade de sua carreira, ela é conhecida como um ícone no Japão e na Ásia. Ela é comumente referida como a "Rainha do Pop Japonês" e sua influência no mercado interno atraiu comparações equivalentes com artistas como Janet Jackson e Madonna na cultura pop ocidental.
Nascida em Naha, Okinawa, Amuro estreou como a vocalista principal do grupo Super Monkey's em 1992, quando tinha 14 anos. Apesar do fraco desempenho comercial inicial, a popularidade crescente de Amuro ajudou o grupo a obter um grande sucesso com o single "Try Me (Watashi o Shinjite)" (1995). Assinando com a Avex Trax para sua carreira como solista, Amuro catapultou para a fama com uma série de canções número um, incluindo "Chase the Chance" e "Don't Wanna Cry". Uma estreita parceria com o renomado produtor Tetsuya Komuro resultou em um som dance-pop com influências ocidentais. Seus quatro primeiros lançamentos, incluindo Sweet 19 Blues (1996) e Concentration 20 (1997), receberam certificações multimilionárias. Seu single "Can You Celebrate?" (1997) permanece sendo o single mais vendido de uma artista feminina na história da música japonesa.
No início dos anos 2000, "Never End" se tornou o último single de sucesso de Amuro antes de um declínio nas vendas, e sua música começou a evoluir do pop para o R&B enquanto ela assumia o controle criativo de sua carreira. Essa transição foi marcada pelo projeto Suite Chic em 2002 e seu sexto álbum de estúdio Style (2003). O oitavo álbum de estúdio de Amuro, Play (2007), com o grande sucesso "Baby Don't Cry", deu início a um período de ressurgimento comercial. Seu retorno foi solidificado pelo single "60s 70s 80s" (2008) e a compilação Best Fiction. Ela continuou a experimentar musicalmente na década de 2010, se interessando por EDM e gravando em inglês, começando com seu décimo álbum de estúdio Uncontrolled (2012), que inclui o sucesso "Love Story". Mais tarde, ela fundou sua própria empresa de gestão, Stella88, e sua gravadora, Dimension Point.
Amuro encerrou sua carreira em 2017 com a coletânea Finally, que se tornou o álbum mais vendido da década e tornou-a o único ato musical a conquistar um projeto com mais de um milhão de vendas durante sua adolescência, seus 20, 30 e 40 anos. Ela se aposentou oficialmente da indústria musical em 16 de setembro de 2018. Por coincidir com o encerramento da era Heisei (1989-2019), ela foi rotulada como a representante "diva Heisei", com muitos chamando-a de "fim de uma era", em ambos os sentidos.
Com mais de 40 milhões de discos vendidos, Amuro é reconhecida como uma das artistas mais vendidas do Japão pela Oricon. Ela recebeu prêmios do Japan Record Awards, Japan Gold Disc Awards, MTV Video Music Awards Japan e World Music Awards.

## Biografia

### 1977-1995: Infância e começo da carreira
Nascida em 20 de setembro de 1977, em Shuri, Naha, Okinawa, Amuro é uma dos quatro filhos de Emiko Taira. Através de sua mãe, Amuro é 1/4 italiana. Tendo se divorciado quando Amuro tinha apenas 4 anos de idade, Taira criou seus filhos apenas em Okinawa — ela trabalhou como funcionária de uma escola maternal e como uma recepcionista de bar para sustentar sua família. Embora Amuro não tivesse ambição de se tornar cantora, ela foi descoberta aos 12 anos, enquanto visitava um amigo. Um ano depois, Amuro foi observada por Masayuki Makino, o proprietário da Escola de Atores de Okinawa, e eventualmente ela foi matriculada lá. Em 1991, Makino a colocou em um grupo de ídolos chamado Super Monkey's, com quatro outras garotas: Anna Makino, Hisako Arakaki, Minako Ameku e Nanako Takushi. O sexto membro, Rino Nakasone, ingressou no grupo um ano depois. Em 16 de setembro de 1992, o Super Monkey lançou seu primeiro single, "Koi no Cute Beat / Mr. USA". No entanto, Anna Makino deixou o grupo no final daquele ano. Em 1993, os membros restantes do Super Monkey se mudaram para Tóquio.
O Super Monkey's não obteve muito sucesso e o grupo passou por constantes mudanças na programação. Em 1994, o grupo mudou seu nome para Namie Amuro com Super Monkey para refletir a crescente popularidade de Amuro como futura atriz e modelo de moda. Além das atividades musicais do grupo, Amuro participou de séries de televisão japonesas e pequenos filmes. O Super Monkey teve uma grande quantidade de sucesso com o single "Try Me (Watashi o Shinjite)", produzido pelo produtor italiano de eurobeat Dave Rodgers e pelo empresário japonês Max Matsuura. Lançada em 25 de janeiro de 1995, a música alcançou o número oito na Oricon Singles Chart e ficou no top 200 da parada por 25 semanas. Apesar do sucesso inicial como um grupo, as outras quatro membros do Super Monkey formaram seu próprio subgrupo, MAX, sob a gravadora japonesa Avex Trax. Como resultado, Amuro lançou mais dois singles solo sob a Toshiba-EMI antes de se mudar para a Avex Trax.
Após assinar com a Avex Trax em 1995, a empresa Avex Group contratou o músico japonês Tetsuya Komuro para trabalhar com Amuro em seu próximo álbum. Amuro fez sua estréia solo com Avex, lançando o single "Body Feels Exit" em 25 de outubro de 1995. Tornou-se um enorme sucesso no Japão, alcançando o terceiro lugar no ranking da Oricon e vendeu mais de 882.000 unidades no Japão. O segundo single de Amuro com Komuro, "Chase the Chance", se tornou seu primeiro single número um no Oricon Singles Chart e seu primeiro single a vender mais de 1 milhão de unidades no Japão. Pelo sucesso de Amuro com esses singles, ela ganhou o Golden Arrow Award em 1995.

### 1996-1998:Sweet 19 Blues, casamento,181920e maternidade
Após um breve hiato, Amuro lançou mais dois singles em 1996: "Don't Wanna Cry" e "You're My Sunshine". Ambos os singles foram bem sucedidos no Japão, trazendo seu segundo e terceiro consecutivos singles número um, e ambos venderam mais de um milhão de unidades lá. Amuro alcançou grande sucesso após o lançamento de seu primeiro álbum de estúdio solo, Sweet 19 Blues (1996). Lançado em 22 de julho, alcançou o número um na parada de álbuns da Oricon no Japão e vendeu mais de 3,6 milhões de unidades. Ela lançou o single final do álbum, a faixa-título, em 21 de agosto de 1996 e alcançou sucesso alcançando o segundo lugar no ranking Singles da Oricon e deslocou mais de 400.000 unidades no Japão. Nessa época, o sucesso de Amuro já alcançava não somente o mundo da música, mas também a cultura fashion japonesa. A pele bronzeada, cabelo pintado, minissaias e botas, características famosas da cantora na época, foram imitadas por toda uma geração de garotas no Japão, chamadas de "Amuraa" pela mídia. Amuro é muitas vezes creditas com a criação do Ganguro, que é dito ser um descendente do 'fenômeno Amura".
Em 27 de novembro de 1996, ela começou a trabalhar em seu segundo álbum solo de estúdio com Komuro, e lançou seu single principal "A Walk in the Park". Deu a Amuro seu quarto single número um no Oricon Singles Chart, e seu quarto single a vender mais de um milhão de unidades lá. No final de 1996, ela recebeu o Grand Prix Award por sua música "Don't Wanna Cry", a maior honra do Japan Record Awards, tornando-a a artista mais jovem a ganhar o prêmio. Em 19 de fevereiro de 1997, ela lançou seu single "Can You Celebrate?", Que se tornou seu quinto single número um. O single se tornou um enorme sucesso no Japão, vendendo 2.750.000 unidades por lá, tornando-se o single mais vendido por uma artista feminina solo no Japão. Depois de lançar seu sexto single consecutivo número um, "How to Be a Girl", em 21 de maio de 1997, Amuro lançou seu segundo álbum, Concentration 20, em julho daquele ano. Ele se tornou seu terceiro álbum número um no Japão e vendeu mais de 1,9 milhão de unidades por lá. Para promoção adicional, ela embarcou sua Concentration 20 Dome Tour no Japão, que alcançou sucesso comercial. No início de agosto de 1997, as vendas totais dos registros da Amuro atingiram 20 milhões de unidades no Japão.
Durante uma entrevista coletiva em 22 de outubro daquele ano, Amuro confirmou seu casamento com o músico japonês e membro da banda TRF Masaharu "Sam" Maruyama. Durante a conferência, ela anunciou que estava grávida de três meses do primeiro filho. No final do ano, ela ganhou novamente o Grand Prix Award no Japan Record Awards por "Can You Celebrate?" e fez sua última aparição no programa anual de música de televisão japonesa 48º Kōhaku Uta Gassen antes de começar seu hiato de um ano na indústria da música. Ela legalmente mudou seu nome para Namie Maruyama, mas continuou a usar seu nome de solteira como seu nome profissional.
O primeiro álbum de compilação de Amuro, 181920, foi lançado em 28 de janeiro de 1998 e abrange doze singles lançados antes de seu hiato. As vendas totais do álbum foram de cerca de 2 milhões de unidades no Japão. Quatro meses depois, em 19 de maio, Amuro deu à luz seu filho, Haruto Maruyama. Ela retornou à indústria da música lançando o single "I Have Never Seen" em 23 de dezembro de 1998. Tornou-se seu oitavo single número um na Oricon e vendeu mais de 650.000 unidades no Japão. Ela fez sua primeira aparição na televisão no 49º Kōhaku Uta Gassen dias depois, realizando uma versão chorosa de seu single "Can You Celebrate?".

### 1999-2001: Lutas pessoais,Genius 2000eBreak the Rules
Após dar à luz seu filho, chamado Haruto, em 1998, Amuro voltou à música com o single I HAVE NEVER SEEN. Ela fez sua primeira aparição na TV após sua pausa dias depois, cantando CAN YOU CELEBRATE? no Kouhaku Uta Gassen. Na primeira semana do ano novo pela Oricon, o novo single estreou na primeira posição.
O single seguinte de Amuro, RESPECT the POWER OF LOVE, foi lançado em 17 de Março de 1998; no mesmo dia foi noticiado que a mãe de Amuro havia sido assassinada em Okinawa, pelo seu próprio cunhado, Kenji Taira, que cometeu suicídio após o assassinato. Ao ouvir a notícia, Amuro cancelou toda sua agenda e voou até Okinawa para identificar o corpo da mãe. Uma semana depois, o single estreou na segunda posição, quebrando a cadeia de "números 1" consecutiva. O terceiro single desde sua volta, toi et moi que foi usado no filme de animação japonesa Pokémon: The Movie 2000, foi lançado em Julho daquele ano e foi rapidamente seguido pelo single SOMETHING 'BOUT THE KISS. Este último single foi produzido pelo produtor americano de hip-hop/R&B Dallas Austin. Austin e Tetsuya Komuro produziram juntos o primeiro álbum desde a volta de Amuro, GENIUS 2000, lançado em Janeiro de 2000. O álbum estreou em primeiro lugar, mas não conseguiu vender um milhão de cópias.
Amuro passou o primeiro semestre de 2000 fazendo uma turnê para promover GENIUS 2000. Ela começou o segundo semestre com o lançamento do single NEVER END, em Julho. A canção foi tema do encontro do G8 que acontecia em Okinawa, Japão naquele ano. Ela havia sido encomendada pelo falecido Keizo Obuchi, primeiro-ministro do Japão, que havia pedido a Tetsuya komuro para escrever uma canção que transmitisse "uma visão de harmonia e interação no mundo no 21º século". Obuchi mais tarde pediu à Amuro que cantasse a música durante o encontro. Amuro terminou 2000 lançando o álbum break the rules em Dezembro. O álbum foi um fracasso comercial para os padrões de Amuro, só conseguindo chegar à segunda posição nas paradas e vendendo só 334,520 cópias, uma queda bem grande em relação aos seus álbuns anteriores. Um single duplo a-side foi lançado em Janeiro de 2001 com duas músicas do álbum, chamado think of me / no more tears. Ele não chegou a alcançar o top 10. Amuro fez uma turnê para promover o álbum, que foi de Março até Maio de 2001.
Em Agosto, Amuro lançou o single Say the word. Pela primeira vez ela teve um papel ativo direto na produção de um lançamento seu, escrevendo a letra da canção. O single marcou o fim não-oficial da relação profissional de Amuro e seu produtor de longa data Tetsuya Komuro. No entanto, em Dezembro Amuro trabalhou com Komuro uma última vez no single lovin' it, que fez parte do projeto de caridade song+nation da gravadora Avex Trax. lovin' it foi um dueto de Amuro e VERBAL, rapper do grupo M-flo, que mais tarde a ajudaria na transição do pop para o R&B.

### 2002-2003: Transição Pop - R&B
Em 2002, Amuro entrou de cabeça no cenário musical do R&B japonês, ao participar como vocalista do projeto SUITE CHIC. Sob esse projeto ela trabalhou com vários produtores de R&B e hip-hop do Japão. Eles lançaram dois singles, um álbum  com canções novas e um com canções remixadas antes de terminar o projeto em 2003.
Amuro retornou à suas atividades como cantora solo em 2003 com o single shine more. Os próximos dois singles, Put 'Em Up e SO CRAZY / Come foram produzidos pelos produtores americanos Dallas Austin e Full Force, respectivamente. No fim do ano, ela lançou seu primeiro álbum de canções originais em três anos, STYLE.

### 2004-2005: Retorno
De 29 de Novembro de 2003 a 15 de Maio de 2004 ela se apresentou pela Ásia  com a turnê SO CRAZY tour featuring BEST singles 2003-2004. Ela terminou a turnê com shows em Seul, Coreia do Sul e Taipé, Taiwan. No final da turnê ela lançou o single ALARM, que chegou à 11ª posição na parada semanal. Seu próximo single, ALL FOR YOU, lançado no dia 22 de Julho, chegou à 6ª posição, vendendo o dobro do single anterior. No final de Agosto ela começou uma turnê, exclusiva para os membros de seu fã-clube, com ênfase em canções de seu último álbum que não haviam sido apresentadas em sua última turnê. Ela apresentou na turnê duas novas canções, "GIRL TALK" e "the SPEED STAR", que foram lançadas no mês seguinte como um single duplo A-side, GIRL TALK / the SPEED STAR. Quando foi lançado, o single permaneceu por três dias no primeiro lugar da parada. Foi a primeira vez em cinco anos que um dos seus singles tinha chegado ao primeiro lugar. O single acabou ficar na segunda posição na parada semanal, com vendas parecidas à seu antecessor.

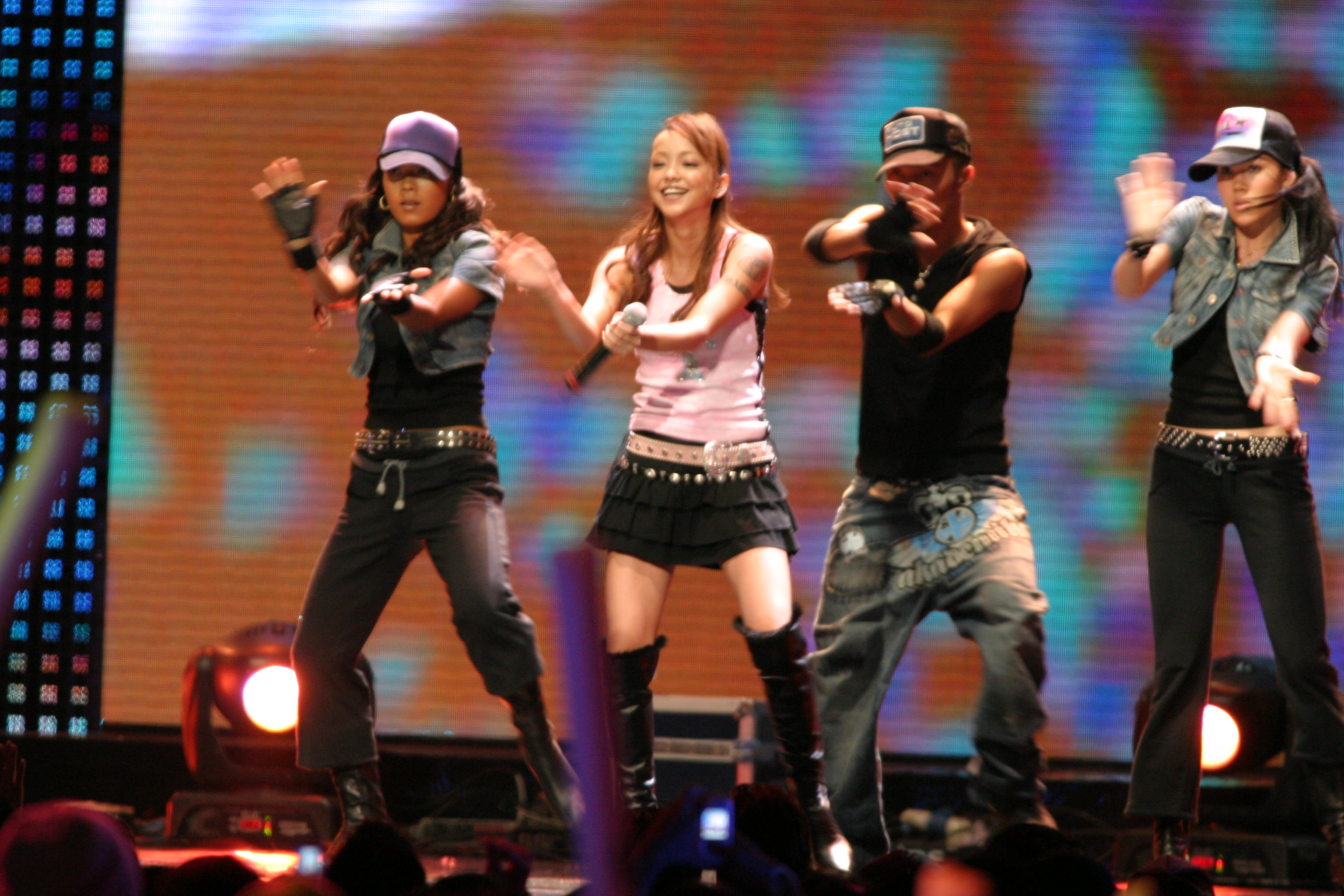
Amuro se apresentando no MTV Asia Aid em Bangcoc, Tailândia.

No fim do ano, Amuro escolheu não participar do Kouhaku Uta Gassen. Sua decisão de recusar a oferta de participar do programa surpreendeu os fãs e críticos, que achavam que ela merecia se apresentar no evento naquele ano. Ela havia participado durante nove anos seguidos do programa. Depois do tsunami que atingiu o sudeste asiático. Amuro participou como única representante japonesa no MTV Asia Aid, evento com intuito de angariar fundos para ajudar as vítimas do desastre. Em Janeiro de 2005 a cantora surpreendeu os fãs quando uma nova canção sua, chamada Queen of Hip-Pop, apareceu em um comercial de carro. Todos presumiram que a canção seria o próximo single de Amuro, até que em Abril ela lançou o single WANT ME, WANT ME. O single foi bem recebido, estreando na segunda posição e tendo as maiores vendas de estreia de um single de Amuro em três anos.
Em Maio, Amuro teve tanto sucesso profissional quanto pessoal. Três anos depois do divórcio de seu ex-marido SAM, ela conseguiu retomar a guarda total de seu filho, Haruto. Três anos antes ele haviam concordado que SAM ficaria com Haruto. No final do mês, ela se apresentou no MTV Video Music Awards Japan pelo quarto ano consecutivo, e levou dois prêmios para casa. Ela ganhou o prêmio de "Melhor Vídeo de R&B" e um prêmio especial para a artista mais impressionante em toda Ásia, se tornando a primeira artista a ganhar prêmios por quatro anos seguidos nesse evento. Ela havia ganho o prêmio "Inspiração Japão" em 2002, "Melhor Colaboração" em 2003 e "Melhor Vídeo de R&B" em 2004. Entre esses dois eventos, Amuro anunciou o lançamento de seu sexto álbum original, Queen of Hip-Pop.
Em colaboração com os estúdios MGM, Amuro conseguiu permissão para usar a Pantera Cor de Rosa na promoção de seu álbum. Uma pantera fêmea foi criada para fazer par com a Pantera original. os dois personagens foram usados na embalagem do álbum e no videoclipe da música WoWa. O álbum chegou à segunda posição na parada durante a semana de seu lançamento, se tornando o álbum de Amuro mais vendido em cinco anos. Em Setembro, Amuro iniciou sua sétima turnê nacional, chamada Space of Hip-Pop.
Pouco depois do início da turnê, foi anunciado que Amuro contribuiria com o lançamento do filme Sin City no Japão. Depois de ver o filme, Amuro pediu à companhia encarregada se sua distribuição no Japão para cantar a canção-tema. A canção, chamada "Violet Sauce" foi lançado como parte de um single duplo A-side, White Light / Violet Sauce no dia 16 de Novembro. A outra canção do single, 'White Light", foi a primeira canção de Natal lançada por Amuro. Pouco depois do single, ela lançou FILMOGRAPHY 2001-2005, um DVD contendo doze videoclipes lançados por ela entre 2001 e 2005. Em março de 2006, a Oricon publicou um artigo dizendo que Amuro havia vendido aproximadamente 15,423,000 singles no Japão, fazendo dela a segunda melhor cantora em termos de vendagem de singles, atrás somente de Ayumi Hamasaki.

### 2006-2009: Um novo começo
No início de 2006 Amuro participou da música Do What U Gotta Do, do rapper japonês ZEEBRA, que também teve a participação do rapper Mummy-D e da cantora AI. Em Fevereiro, o videoclipe de WoWa foi indicado ao prêmio de 'Melhor Videoclipe Feminino" no Space Shower TV music video awards, mas ela não ganhou. Em Maio, amuro lançou o single "CAN'T SLEEP, CAN'T EAT, I'M SICK / Ningyo". Em Agosto, ela começou a turnê BEST tour "Live Style 2006", que focou em músicas não tão conhecidas da cantora. No dia 17 de Setembro ela se apresentou para 12,000 pessoas no estádio nacional Yoyogi, em Tóquio. Foi publicado em 2007 que Amuro esperava poder fazer turnês não só no Japão, mas na Ásia e na América também.
O próximo single de Amuro, Baby Don't Cry, foi lançado em 24 de Janeiro de 2007. O single estreou na terceira posição, e teve as maiores vendas em cinco anos para um single de Amuro na semana de estreia. o 32º single de Amuro, FUNKY TOWN, foi lançado no dia 4 de Abril de 2007. Amuro também participou do álbum da dupla m-flo, COSMICOLOR, na canção LUVTOMY.
O oitavo álbum original de Amuro, PLAY, foi lançado no dia 27 de Junho de 2007. O álbum chegou ao primeiro lugar na parada no dia de seu lançamento. O álbum foi primeiro de Amuro em sete anos a conseguir o primeiro lugar na parada semanal (seu último número 1 havia sido com GENIUS 2000 em 2000). PLAY foi o quarto álbum de Amuro a conseguir alcançar essa posição, e a manteve por duas semanas.
De 18 de Agosto de  2007 a 27 de Fevereiro de 2008 ela se apresentou pelo Japão com a turnê PLAY tour 2007-2008. Inicialmente a turnê consistia de 53 shows, mas mais tarde foram adicionadas mais 12 apresentações, totalizando 65, fazendo desta  sua maior turnê em número de shows.
O primeiro single de Amuro em 2008, lançado no dia 12 de Março, foi usado na campanha  de marketing da marca de produtos para cabelo Vidal Sasson. O single se chama 60s70s80s, e foi o primeiro triplo a-side de Amuro. Cada música e videoclipe do single fazia referência a uma década, a de 60, 70 e 80. 60s70s80s estreou na segunda posição da parada diária, e no quarto dia chegou ao primeiro lugar, sendo o primeiro single de amuro a chegar a esta posição desde GIRL TALK / the SPEED STAR de 2004. O single estreou na segunda posição da parada semanal, com 114,000 cópias vendidas, se tornando o single de amuro mais vendido em sua semana de estreia desde NEVER END, de 2000. Na segunda semana o single chegou à primeira posição na parada semanal, sendo o primeiro single número 1 de Amuro em nove anos, desde I HAVE NEVER SEEN, de 1998. 60s70s80s já vendeu 291,945 cópias.
Amuro foi indicado em 2008 ao pr~emio de "Melhor Videoclipe Feminino" no Space Shower TV music video awards e "Melhor Videoclipe de R&B" no MTV Video Music Awards Japan, e ganhou ambos. No dia 28 de Maio foi lançada a colaboração dela com a cantora DOUBLE, BLACK DIAMOND, e no dia 30 de Maio ela compareceu ao MTV Video Music Awards Japan como celebridade convidada.
No dia 30 de Julho Amuro lança a coletânea de sucessos Best Fiction. A coletânea conta com seus singles desde Wishing On The Same Star até 60s70s80s, além de duas novas canções, Sexy Girl que foi usada para promover o Dorama Otome no Punch e Do Me More que é a quarta música de Amuro usada na campanha da marca Vidal Sassoon. Uma nova turnê para promover a coletânea também já foi confirmada.
No dia 22 de Junho Amuro se apresentou pela primeira vez no Encontro de Acionistas da Avex e após oito anos de eventos a equipe do A-nation decide levar Amuro pela primeira vez ao evento, que contece anualmente .
Segundo a Oricon, Best Fiction vendeu na primeira semana 681.187 cópias, a maior vendagem de Amuro em uma semana de estreia desde '181920', em 1998, e também o terceiro maior debut feminino de 2008 ficando atrás de Britney Spears e Madonna e na frente de grandes nomes como Mary J. Blidge e Mariah Carey. O álbum permaneceu na primeira posição nas duas semana seguintes, vendendo respectivamente 258.000 e 158.000 cópias, chegando a 1 milhão de cópias. Assim, Amuro se tornou a única artista japonesa com álbuns que ultrapassaram 1 milhão de cópias vendidas em três décadas de sua vida (sua adolescência, seus "20 anos", e agora seus 30). Best Fiction permaneceu 6 semanas consecutivas no primeiro lugar da Oricon, se tornando o primeiro álbum em 14 anos a conseguir esse feito.

### 2010-2011 -Chekmate!e Live Style 2011
Em 18 de maio de 2010, Amuro atendeu ao World Music Awards em Mônaco, recebendo um prêmio de "Melhor Artista da Ásia", tornando-se a Primeira Artista Feminina Asiática e a segunda artista japonesa após Chage & Aska a fazer tal feito e apresentou sua música de maior sucesso de seu álbum Play, "Hide and Seek".
Posteriormente, foi anunciado que um novo single seria lançado em breve, e no dia 28 de julho foi lançado o seu 34º single "Break It / Get Myself Back" (durante a pausa do Past<Future Tour). "Break It" foi usado em um comercial Coca-Cola Zero e a música atingiu o número "3" no gráfico semanal da Oricon. O single foi certificado de ouro para o envio de 100.000 cópias, bem como "Get Myself Back" sendo certificado como um download de ouro para celulares de acordo com o RIAJ.
O DVD ao vivo "Namie Amuro: Past<Future Tour 2010" foi lançado no dia 15 de dezembro e vendeu 95.000 cópias na primeira semana, classificando-se em primeiro na categoria de DVD de música do ranking Oricon para a semana de 27 de dezembro. Ele se tornou seu segundo DVD consecutivo número um, depois de "Namie Amuro: Best Fiction 2008-2009". A versão em Blu-ray vendeu mais 18 mil cópias. O ano de 2010 terminou com mais um sucesso, com "Past <Future" no 6º lugar o ranking de álbuns anual Oricon, sua posição mais alta com um álbum de estúdio desde o "Sweet 19 Blues" de 1996 (2º álbum mais vendido no mesmo ano).
Namie Amuro lançou seu segundo álbum de colaboração (o primeiro sob seu próprio nome) em 27 de abril de 2011. Intitulado Checkmate!, o álbum apresenta nove canções de colaborações lançadas de 2003 a 2011, incluindo "Do What U Gotta Do", "Luvotomy", "Black Diamond", "Rock U" e sua colaboração de 2010 com AI, "Fake", juntamente com quatro novas músicas: "Wonder Woman" com AI e Anna Tsuchiya, "Make It Happen" com After School, "Unusual" com o ex-membro da boy band News, Tomohisa Yamashita e "#1" com Kawabata Kaname do grupo Chemistry. A data de lançamento original foi agendada para 23 de março de 2011, mas foi adiada devido ao terremoto, tsunami e seus acidentes nucleares relacionados na região de Tôhoku em 2011.
Enquanto isso, Namie gravou a nova música tema para One Piece, intitulada "Fight Together". Uma edição de 2:30 minutos de duração da música começou a ser transmitida em 10 de abril como o tema de abertura do anime japonês. "Fight Together" foi lançado como um download para telefones celulares e obteve a posição número 1 por uma semana. Os primeiros seis meses de 2011 foram de fato uma conquista para a Namie, conforme o Oricon, seu álbum, Checkmate! foi o terceiro álbum mais vendido nos Gráficos de Ranking da Oricon para Álbum, enquanto seu DVD Past<Future Tour 2010 também foi o 3º DVD mais vendido no Ranking da Oricon. Ela também foi a Melhor Artista Solo do Japão (Masculino ou Feminino) em 2011, de acordo com as vendas de artista da Oricon 2011 (que inclui todos os álbuns, singles e DVDs) com uma estimativa de vendas de 2,7 bilhões de ienes. De acordo com "Amazon.co.jp", seu álbum Checkmate! chegou ao topo do ranking musical. [162] E no final de julho, ela iniciou um tour de arena intitulado "Live Style 2011" para comemorar seu 20º aniversário na indústria musical japonesa.
No início de julho, seu site oficial anunciou seu 35º single intitulado "Naked / Fight Together / Tempest". "Naked" foi usado em sua campanha comercial para Kose Esprique, enquanto "Tempest" foi utilizado em uma série de drama da NHK com o mesmo título. O single ficou no Top 2 do Oricon Weekly Charts, estendendo seu recorde como a única artista japonesa feminina a ter um top 10 de single a cada ano por 17 anos consecutivos. Desde o lançamento do single, vendeu mais de 100.000 cópias.
Durante sua turnê "Live Style 2011", duas músicas novas foram adicionadas à lista definitiva. As músicas foram "Higher" e "Arigatou. "Higher" seria usado como música para seu novo comercial para Coca-cola Zero, mas nunca foi transmitido na TV e "arigatou" foi usado como a música para sua nova campanha Kose Esprique em uma versão capella. Namie lançou seu segundo e último single para 2011, depois de "Naked / Fight Together / Tempest" em 27 de julho. Seu 36º single intitulado "Sit! Stay! Wait! Down! / Love Story" foi vendido em 7 de dezembro de 2011. Seu site oficial anunciou seu novo DVD / Blu-ray ao vivo intitulado "Namie Amuro: Live Style 2011" e sua data de lançamento foi em 21 de dezembro de 2011. No dia 30 de novembro, as capas para seu DVD / Blu-ray foram reveladas. Também anunciaram em 16 de novembro, o canal oficial de Namie Amuro no YouTube e, desde então, o site ganhou muita atenção de seus fãs em todo o mundo.
O single "Sit! Stay! Wait! Down! / Love Story", que são a música-tema para a série de drama Watashi ga Renai Dekinai Riyuu, tornou-se o primeiro single duplo do lado A á ocupar a primeira e segunda posição no Ranking semanal de Recochoku desde o dia do lançamento. Além disso, "Love Story" obteve a primeira posição e "Sit! Stay! Wait! Down!" obteve a 5ª posição do seu gráfico mensal. Em 27 de novembro, Namie filmou sua versão de TV de "Love Story" para a série de drama Watashi ga Renai Dekinai Riyuu. No dia 7 de dezembro, juntamente com o lançamento de seu single, Namie lançou sua página oficial do facebook. A página inclui um download gratuito da música "Arigatou: Thank the World for Love ... Gift Song for 2011", que foi originalmente apresentado no single "Sit! Stay! Wait! Down! / Love Story". Em 12 de dezembro, a MTV Japão e Space Shower TV exibiram as apresentações ao vivo de "Make It Happen" e "Unusual", que foi incluída no seu DVD "Namie Amuro: Live Style 2011".

### 2012:Uncontrollede 20º Aniversário

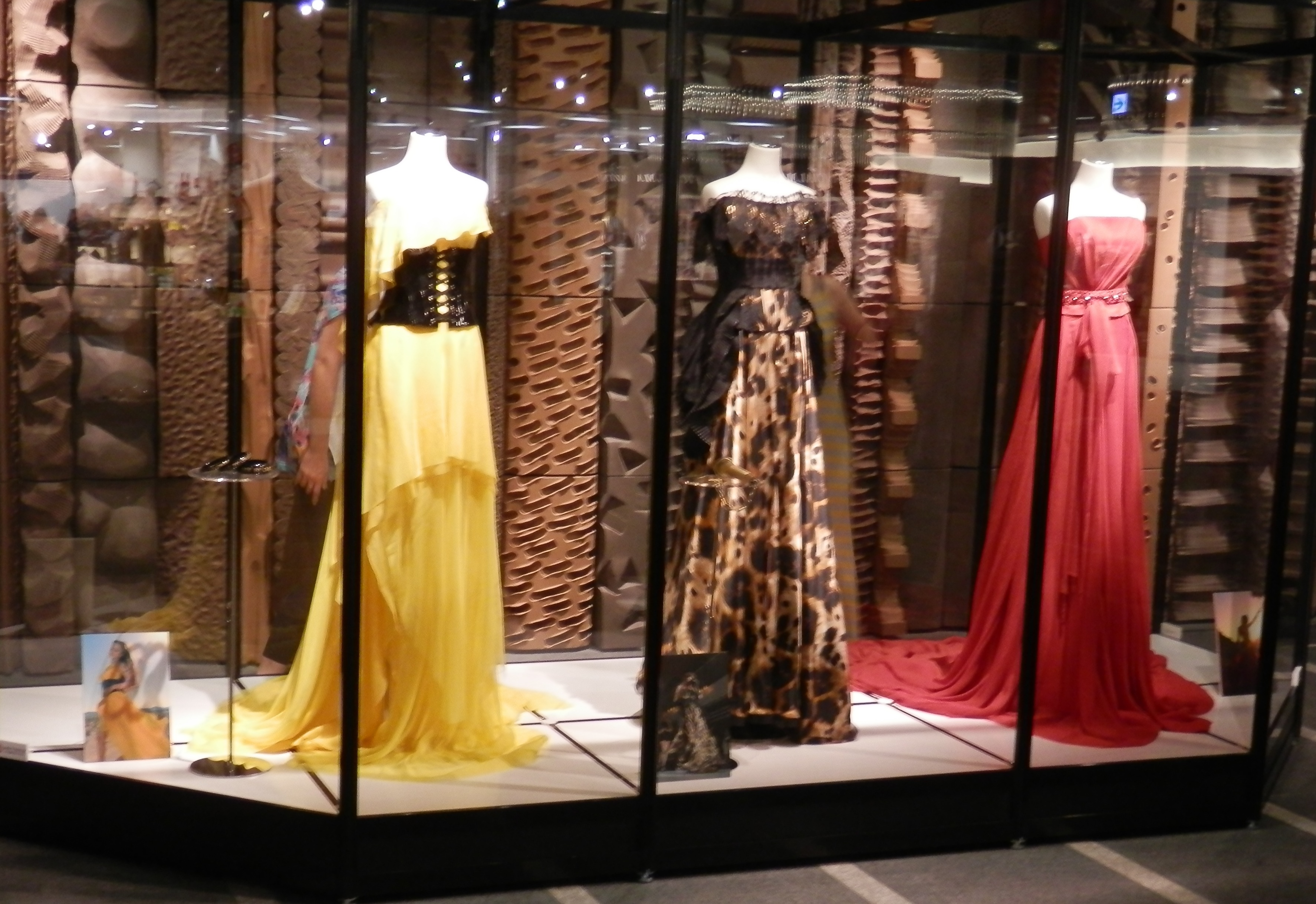
Uma seleção de trajes de Amuro que ela usava durante toda a era Uncontrolled; essas seleções são tiradas dos videoclipes Hot Girls e Only You

Em 21 de janeiro, ela gravou uma nova música intitulada "Go Round". A música foi incluída em seu 37º single "Go Round / Yeah-Oh!", Que foi lançado em 21 de março. Sua música "Love Story" recebeu muitas formas de reconhecimento: LISMO, um provedor de música online fornecido pela empresa de telefonia celular , selecionou "Love Story" como o vencedor do Prêmio LISMO; a empresa de karaokê Daiichi Kosho anunciou que a música é a canção mais popular do Dia dos Namorados para uma artista feminina, juntamente com os "Lovers Again" do Exile, [164], enquanto Recochoku anunciou que "Love Story" se tornou a canção digital mais vendida para o ano 2012 em 4 categorias diferentes. A música também ganhou "Song of the Year by Download" no 27º Japan Gold Disc Awards.
Em abril, anunciou-se que Namie Amuro lançaria um novo álbum, no dia 27 de junho. O álbum inclui dois lados de singles lançados entre 2010 e 2012, bem como quatro músicas novas. Junto com o álbum, 2012 coincide com o seu 20º ano de carreira. Todas as músicas novas receberam músicas que foram incluídas na versão CD / DVD do álbum. Em 27 de maio, as capas para o álbum foram reveladas e seu Facebook também mostrou uma pintura, colaborou com o "Eclipse Anular", da imagem da capa localizada em Alta Shinjuku, Tóquio. Foi para exibição até 1 de junho. No dia 29 de maio, sua página oficial no YouTube lançou uma prévia comercial do videoclipe "In the Spotlight (TOKYO)", o caminho principal de seu próximo álbum.
Em 27 de junho, Namie lançou seu novo álbum Uncontrolled. O álbum vendeu 292 mil cópias em sua primeira semana de lançamento, fazendo as maiores vendas da primeira semana para um artista solo japonês,[166] até que foi superado pelo álbum de compilação de Keisuke Kuwata, o álbum ficou no topo do rank por 3 semanas consecutivas, fazendo seu 1º álbum de estúdio em sua carreira como artista solo, o álbum também se tornou seu 10º álbum geral #1, enquanto se tornou o 11º álbum mais vendido no Japão para 2012, com 517 mil cópias vendidas.
Em 16 de setembro, um concerto na cidade natal de Namie, Okinawa, foi planejado para coincidir com seu 20º Aniversário como cantora, sendo o seu 1º concerto para convidados com quem ela colaborou nos últimos 20 anos. O atendimento esperado para o concerto foi de 27.000. No entanto, devido a um alerta de tufão em Okinawa, o concerto foi cancelado. Não foi reprogramado porque a data deveria ser um dia especial.
Em 31 de outubro, Amuro lançou o single digital "Dano", que foi a música-tema para o filme Fly with the Gold. O videoclipe foi lançado em 2 de dezembro.
Em 24 de novembro, Namie começou sua "Namie Amuro 5 Major Domes Tour 2012 ~ 20th Anniversary Best ~", sendo a primeira turnê em um dome em 15 anos. Tornou-se a turnê de maior público para uma artista feminina, com um comparecimento de 340 mil pessoas.

### 2013-2014 -FeeleBallada

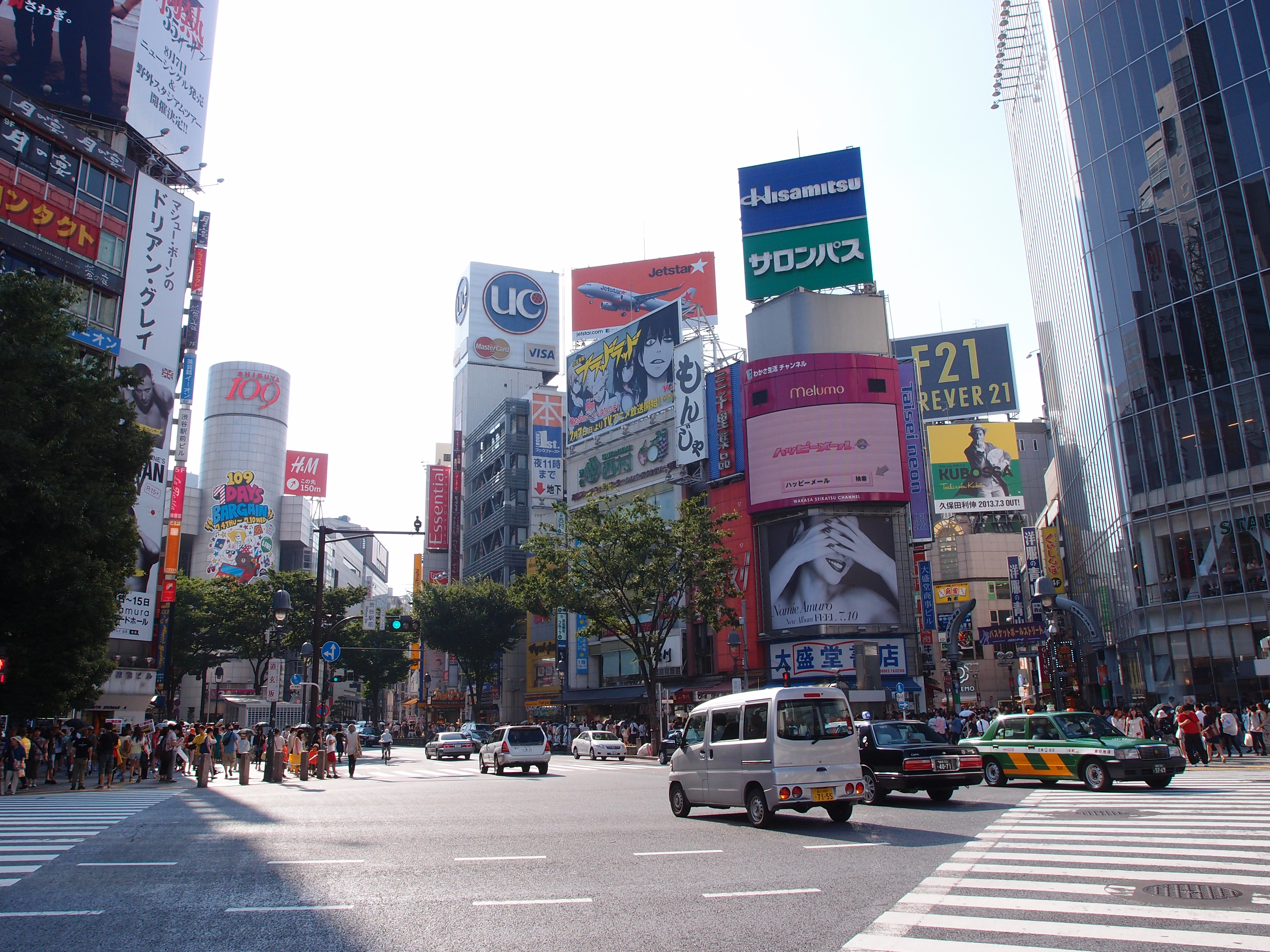
Amuro em uma foto que promoveu seu álbum FEEL em um outdoor em Shibuya em julho de 2013.

Em 6 de março de 2013, Amuro lançou seu 38º single, "Big Boys Cry / Beautiful". Este é o seu primeiro single desde "White Light / Violet Sauce" que não vem em uma versão de CD + DVD e, ao mesmo tempo, está atualmente listado no Oricon como sendo o single mais vendido da Amuro.
Amuro lançou seu décimo primeiro álbum de estúdio intitulado "Feel" em 10 de julho de 2013, através do Dimension Point, um novo selo do Avex Group. Este é o primeiro álbum de estúdio de longa duração que Amuro lançou desde "Uncontrolled" quase um ano antes. O álbum incluiu "Big Boys Cry" de seu trigésimo oitavo single "Big Boys Cry / Beautiful", no entanto, o lado B do single "Beautiful" não foi incluído neste álbum. "Contrail" foi lançado como sexto single digital de Amuro em 19 de maio de 2013 através de Recochoku, "Contrail" também está incluído no álbum, Feel. O álbum tem 7 músicas que foram cantadas inteiramente em inglês e têm um total de 6 músicas.
Sinta-se com sucesso tornou-se seu 6º álbum consecutivo número um nos álbuns semanais do Oricon, com 247,000 cópias. No primeiro dia de lançamento, o álbum vendeu 111.458 cópias, superando o "Uncontrolled" em termos de vendas no primeiro dia, e também se tornou o lançamento de maior venda para artista solo feminina em 2013.
Em apoio ao álbum, em 16 de agosto de 2013 , Amuro iniciou o seu "Namie Amuro Feel Tour 2013", que terminou em 23 de dezembro de 2013. Também em 2013, Amuro foi apresentaao em um remake da canção de sucesso #1 de TLC "Waterfalls". Ela re-gravou a parte do rap em homenagem ao falecido Lisa 'Left Eye' Lopes. No entanto, o remake foi visto como uma controvérsia à reação dos fãs americanos. A música só foi lançada no Japão.
Em 4 de junho de 2014, Amuro lançou a "Ballada", seu primeiro álbum de grandes sucessos. O álbum inclui 15 das baladas populares de Amuro, que foram eleitas pelos fãs através de uma votação realizada no site oficial da cantora. Ele também possui uma versão balada de "Contrail" como uma trilha bônus. Para comemorar o lançamento de "Ballada", Amuro re-gravou dois de seus maiores sucessos dos anos 90, "Sweet 19 Blues" e "Can You Celebrate?". Ela também criou novos vídeos de música para "Sweet 19 Blues", "Can You Celebrate?", "HimAWArI" e "Four Seasons". Um total de 17 músicas são incluídas nas edições de DVD e Blu-ray. Em apoio ao álbum, Amuro realizou uma turnê nacional intitulada "namie amuro LIVE STYLE 2014". A turnê começou em 22 de agosto de 2014 e concluiu em 18 de dezembro de 2014, com um total de 36 shows.
Em 12 de novembro, Amuro lançou um novo single intitulado "Brighter Day". O single incluiu "Sweet Kisses", a música-tema para o comercial de TV KOSE COSMEPORT "OLSE D 'OR" e "Still Lovin' You", a música-tema para o comercial de TV KOSE ESPRIQUE.
Em novembro de 2014, Amuro colaborou com a cantora taiwanesa Jolin Tsai para uma música no 13º álbum de estúdio de Tsai, Play. A música, "I'm Not Yours", foi muito esperada e bem recebida pelos fãs de Amuro e Tsai. Em fevereiro de 2015, o muito esperado videoclipe de "I'm Not Yours" foi lançado com as duas cantoras.

### 2015-2018:Genic,Finallye aposentadoria

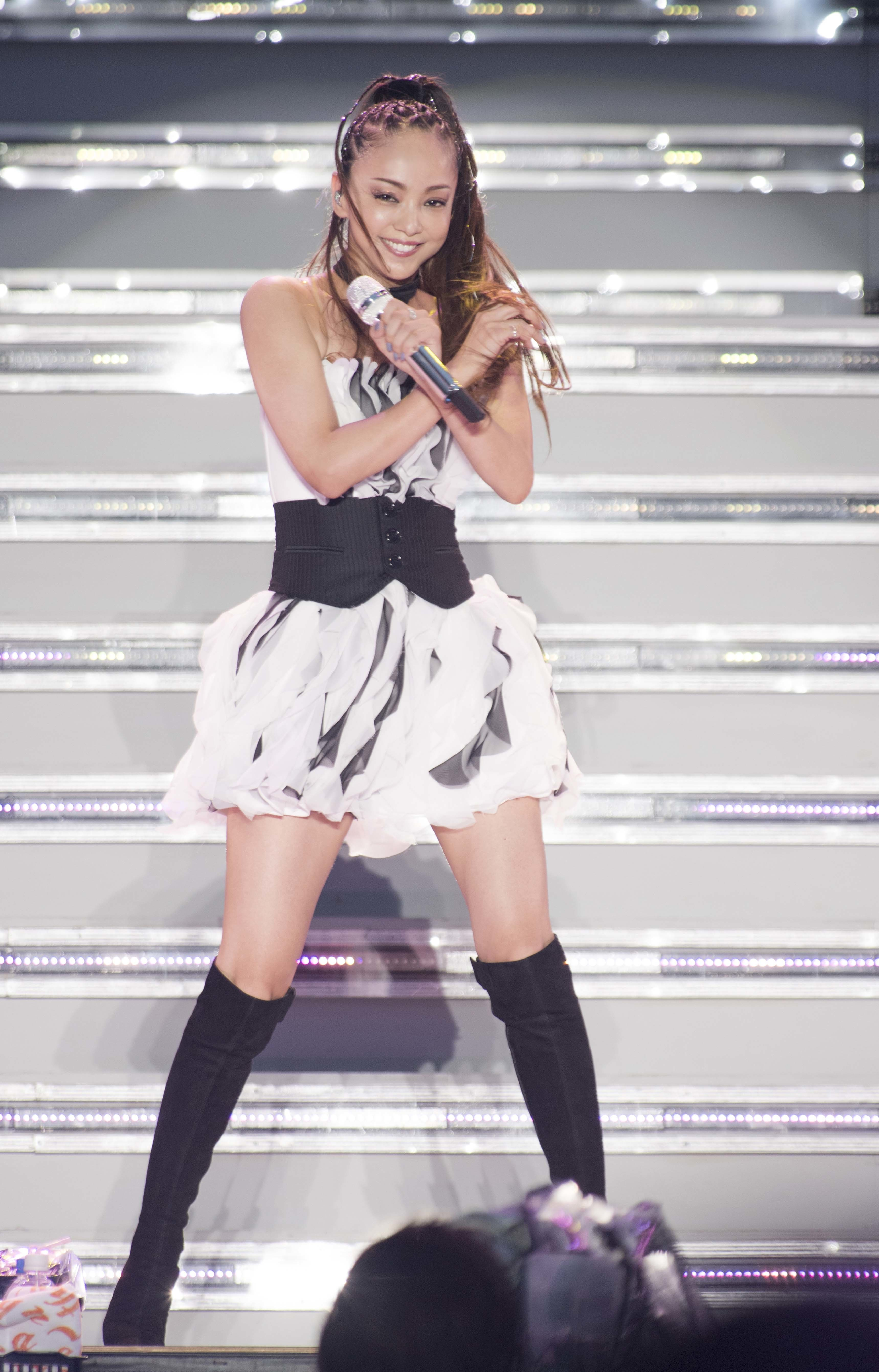
Namie ao vivo durante a turnê de 25° Aniversário.

Em 10 de junho de 2015, Amuro lançou seu 12º estúdio e o terceiro álbum bilíngue Genic. Ela marcou seu primeiro disco com sua própria empresa de gestão, a Stella88, que ela fundou depois de deixar a Vision Factory. Apesar de haver cinco videoclipes do álbum, toda a coleção de faixas foi recém-gravada e não apresentou singles. No entanto, foi um sucesso comercial, atingindo o topo da Oricon Albums Chart e vendeu 250.000 cópias apenas no Japão. Em colaboração com o Google, o videoclipe de "Anything", uma das músicas do Genic, foi produzido como uma extensão do Google Chrome. Para promover o álbum, Amuro realizou sua turnê LIVEGENIC 2015-2016, que durou entre 5 de setembro de 2015 e 10 de fevereiro de 2016. Durante as datas de seu show em dezembro, Amuro lançou seu segundo maxi-single independente "Red Carpet" em dezembro. 2, 2015. A faixa B-side do single, "Black Make Up", foi usada como trilha sonora de encerramento do anime One Piece. Apesar de ter chegado ao número dois na Oricon Singles Chart, as vendas do "Red Carpet" caíram e só venderam 36.000 unidades no Japão, tornando-se um dos singles mais vendidos de Amuro até hoje. O DVD ao vivo e o Blu-ray da Live Genic (2015–2016) foram lançados em 2 de março de 2016.
Em 18 de maio de 2016, Amuro lançou seu terceiro maxi-single independente "Mint", que foi usado como tema da série da TV Fuji Bokuno Yabai Tsuma (2016). Apesar de alcançar o número quatro no single chart da região, as vendas digitais dispararam com o videoclipe da música e alcançaram o status de platina meses depois. No mesmo ano, em junho, Amuro aceitou uma oferta da NHK para gravar o tema da transmissão japonesa dos Jogos Olímpicos e Paralímpicos de 2016 no Rio de Janeiro. O single foi intitulado "Hero" e viu um aumento em suas vendas físicas, alcançando uma certificação de ouro pela RIAJ. Em 26 de outubro de 2016, Amuro lançou duas músicas "Dear Diary" e "Fighter" como um single duplo "Dear Diary / Fighter". Ambas as músicas foram usadas em  Death Note: Light Up the New World, uma adaptação cinematográfica de 2016 do mangá de mesmo nome.
Amuro realizou sua quarta turnê anual, Live Style 2016–2017, entre 19 de agosto de 2016 e 3 de maio de 2017. A turnê inicialmente agendou 88 datas, mas devido a uma demanda maior e mais atividades promocionais com singles e a faixa inédita "Christmas Wish ", Amuro adicionou 13 datas. O DVD ao vivo e o Blu-ray da turnê foram lançados em 3 de maio de 2017 e certificados pela RIAJ. Em 31 de maio de 2017, Amuro lançou seu single "Just You and I", que vendeu mais de 100.000 unidades digitais de acordo com a RIAJ. No mês seguinte, Amuro anunciou seu concerto de 25 anos em sua cidade natal, Okinawa, que resgatou seu concerto cancelado no dia 20 de setembro de 2012, devido aos alertas de tufão na região. Ela abriu o show em 16 e 17 de setembro, com 52.000 participantes totalmente, resultando em um dos maiores para um concerto japonês. Além disso, Amuro anunciou sua colaboração pela terceira vez com One Piece. A música tema do anime, "Hope", estreou em 1 de outubro de 2017.
Em 20 de setembro de 2017, o 40º aniversário de Amuro, ela anunciou seu plano de se aposentar da indústria da música em 16 de setembro de 2018. Seu último álbum de compilação, Finally, foi lançado em 8 de novembro de 2017.  O álbum inclui novas gravações e regravações de seus singles selecionados de 1992 a 2017. Finalmente, tornou-se um enorme sucesso no Japão - foi colocado na primeira posição pela Oricon e vendido em 2.250.000 unidades até o final de 2017. Em apoio ao álbum, Amuro realizou a Final Tour 2018 ~ Finally ~ como sua turnê de despedida, entre 17 de fevereiro e 3 de junho de 2018. A turnê aconteceu em Nagoya Dome, Fukuoka Dome, Sapporo Dome, Osaka Dome e Tokyo Dome. Durante essa turnê, Amuro realizou outra turnê, chamada Final Tour 2018 ~ Finally ~ In Asia, para se apresentar na China, Hong Kong e Taiwan.
Ocorrendo no Centro de Esportes da Baía de Shenzhen, no Coliseu de Hong Kong e na Arena de Taipei,  a turnê começou em 17 de março e foi concluída em 20 de maio de 2018. Em 23 de maio, Amuro recebeu o "Prêmio Nacional de Honra de Okinawa" no Escritório do Governo da Prefeitura de Okinawa, em Naha. Em 21 de agosto, o número total de DVDs ao vivo pré-encomendados e Blu-ray da Final Tour 2018 (os shows no Japão apenas) ultrapassaram 1 milhão de unidades no Japão. Em 25 de agosto, One Piece apresentou a versão anime de Amuro no final de um de seus episódios para dar adeus a ela. O DVD ao vivo e Blu-ray de Final Tour 2018 (os shows no Japão apenas) foram lançados em 29 de agosto de 2018. Em 15 de setembro, Amuro fez sua última aparição como artista no "We ♥ Namie Hanabi Show: I ♥ Okinawa / I ♥ Music"" no Centro de Convenções de Okinawa, uma comemoração da carreira de Amuro e outros aspectos culturais e musicais em Okinawa. Ela se aposentou oficialmente da indústria do entretenimento em 16 de setembro de 2018. Em 30 de setembro de 2018, seu site, fãs clube oficial, página oficial do Facebook e loja online oficial encerraram oficialmente o serviço. Em 16 de junho de 2019, Amuro lançou toda a sua coleção de músicas na loja do iTunes (a maioria anteriormente restrita ao Japão), por meio de seu selo Dimension Point. Seus registros publicados por sua própria gravadora também foram lançados através da Apple Music, serviço de streaming da Apple, no mesmo dia.

## Características musicais
Amuro tem um alcance vocal Mezzo-soprano. Durante os estágios iniciais de sua carreira de cantora, ela se destacou por suas capacidades vocais limitadas e foi criticada por confiar constantemente nos valores da produção para sobrepor essas falhas. Por exemplo, seus dois primeiros álbuns de estúdio, Sweet 19 Blues e Concentration 20, foram examinados por Ted Mills na AllMusic e rotularam sua voz como muito "limitada" e, ocasionalmente, cantada "mais alto do que ela consegue". Em 2000, o idioma inglês começou a se misturar fortemente com sua música, começando com Genius 2000. Em várias faixas, Amuro gravava seus vocais em japonês (e adicionalmente em inglês), enquanto os vocalistas de backup forneciam traduções para o inglês e se casavam com o dois juntos. Com Play, a cantora começaria a gravar faixas com menos sintetizadores e batidas eletrônicas, particularmente com a faixa do álbum "Baby Don't Cry". De acordo com Mills, ele sentiu que a música focava mais nos vocais dela do que na produção. Seus três últimos álbuns de estúdio, Uncontrolled, Feel e Genic, tinham várias faixas em inglês e, apesar de receber comentários positivos para experimentação, ela era frequentemente criticada por suas entregas incompreensíveis na maioria das músicas.
Ao longo de sua carreira, Amuro cobriu uma ampla gama de estilos e gêneros musicais. Sua música nos anos 90 foi influenciada pelo eurobeat e pelo surgimento da música J-pop. Além disso, ela identifica Madonna e Janet Jackson como suas inspirações, apesar das constantes comparações com sons e imagens de críticos e publicações. O Sweet 19 Blues ficou com elementos do J-pop, mas ela começou a experimentar gêneros ocidentais como R&B, jungle, acid house, house e jazz. Desde Genius 2000, ela trabalhou com o produtor americano Dallas Austin, resultando em um disco de hip-hop totalmente adaptado com elementos de J-pop. Ela transmitiu esse som com Style (2003), outro disco produzido por Austin, e eventualmente em Queen of Hip-Pop (2005). A transição de Amuro do J-pop para o R&B "mais maduro e transatlântico" foi notada pelos críticos, e o mencionado título "Queen of Hip-Pop" foi usado pela mídia japonesa para identificá-la (o termo "Hip-Pop" é a combinação de Amuro de hip-hop e pop).
Em 2007, Amuro lançou Play, que foi destacado como uma de suas principais reinvenções de toda a sua carreira. Sonoramente, o disco contava com elementos de R&B e hip hop, mas começou a envolver a música pop dance contemporânea. Até certo ponto, Tills, da AllMusic, comparou o esforço aos trabalhos de Jennifer Lopez e En Vogue. Uncontrolled (2012) viu mais uma transição com seu som, deixando o R&B e focando na dance music eletrônica. Além disso, isso viu sua primeira experimentação com trilhas completas em inglês. Ao contrário de seus registros anteriores, Uncontrolled se aventurou em praticantes ocidentais para liderar a coleção, incluindo artistas como The Nervo Twins, Henrik Nordenback, Christian Fast e Peter Mansson. Essa tendência também mudou para o seu álbum seguinte, Feel, onde trabalhou com artistas como Hook n Sling, Dsign Music e Zedd. Seu último álbum de estúdio, Genic (2015), foi seu primeiro disco não tratado pelos produtores japoneses, e seu segundo álbum a incluir quase todas as faixas inteiramente em inglês (depois do álbum de 2013, Feel).

## Legado e conquistas

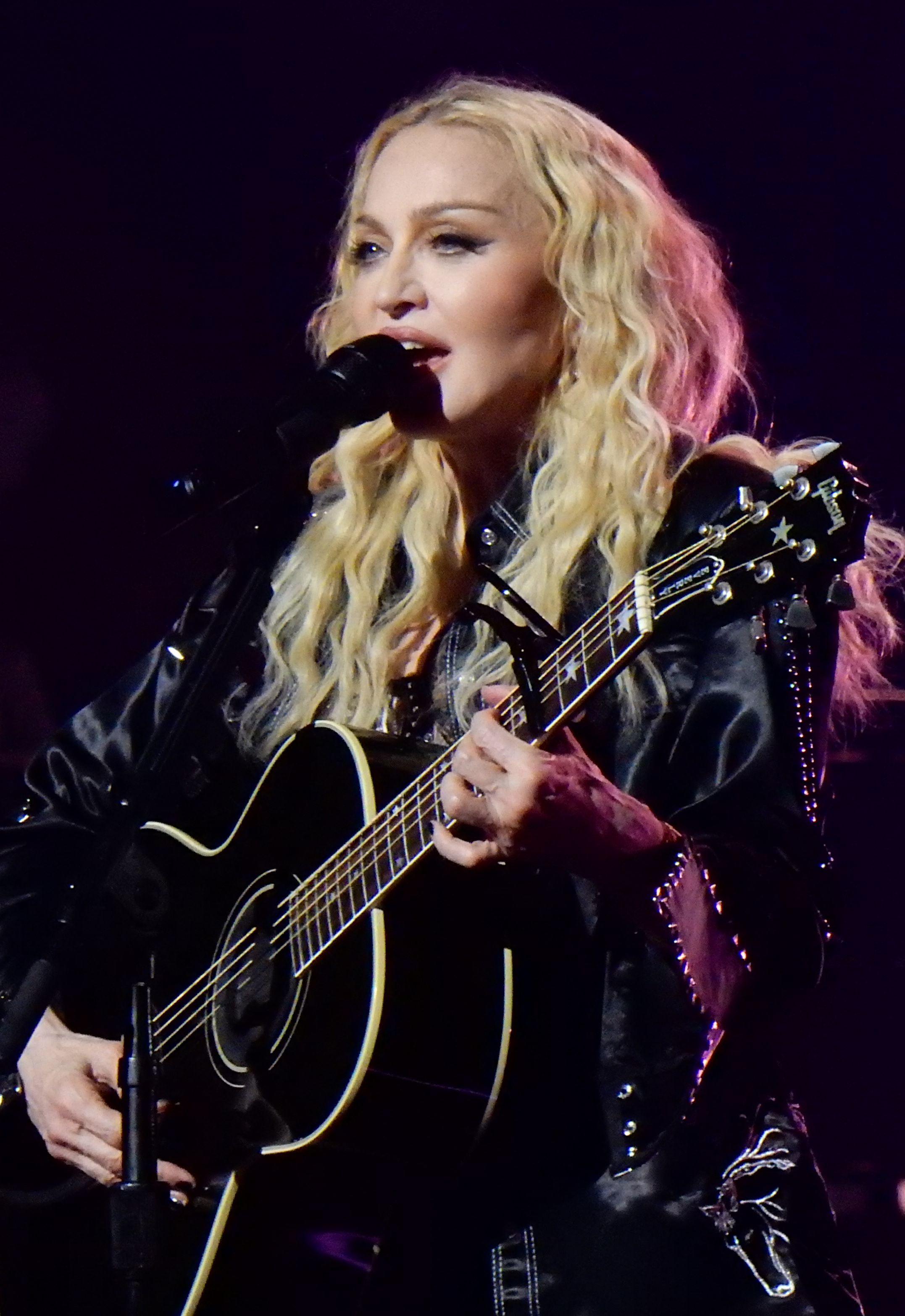
A repentina ascensão de Amuro à fama foi comparada à artista americana Madonna, e por tal razão tem sido chamada de "Madonna Japonesa".

Desde sua estréia, Amuro foi classificada como uma das cantoras mais proeminentes e bem-sucedidas do Japão. Em um artigo publicado pelo The Japan Times, o escritor Ian Martin incluiu a cantora ao lado dos superlativos Yumi Matsutoya, Hikaru Utada,  Seiko Matsuda e Hibari Misora como as principais figuras femininas na história da música japonesa. Embora Martin tenha identificado Utada como uma das "únicas contemporâneas" a quebrar a sociedade ocidental, ele sentiu que Amuro era seu "predecessor mais imediato", baseado apenas no fato de que "[Amuro] representava um período em que o pop japonês estava aprendendo a se ver". como algo que poderia estar ao lado da música ocidental a partir da qual foram usadas muitas pistas". Além disso, a carreira de Amuro tem sido constantemente comparada com a de Matsuda, que cresceram na rotina de ídolos e alcançaram resiliência comercial desde então; o autor musical Motti Regev considerava os músicos parte da "era de ouro do J-Pop", antes que os registros diminuíssem devido à ascensão do mercado digital em meados dos anos 2000. Por causa de sua longevidade e das numerosas reinvenções musicais e de imagens, várias publicações a referiram como a "Rainha do Pop Japonês" e o equivalente japonês às cantoras americanas Janet Jackson e Madonna.
Ao longo de seus anos atuando como cantora, Amuro vendeu mais de 36 milhões de discos no Japão, de acordo com a Oricon. De acordo com um relatório da Entertainment Weekly anunciando sua aposentadoria, ela vendeu mais álbuns no Japão do que Lady Gaga, Katy Perry ou Kesha nos Estados Unidos juntas. A partir de 2017, isso fez dela a quinta cantora feminino mais vendido e o quarto solo feminino mais vendido no geral, logo atrás de Yumi Matsutoya, Ayumi Hamasaki, Hikaru Utada e o grupo ídolo japonês AKB48. Além disso, Amuro foi classificada como o 12º artista digital mais vendido de acordo com o site digital japonês Recochoku. A cantora alcançou nove álbuns de estúdio número um, com cinco inclusões adicionais de compilação / colaboração e 10 singles número um. Ela é uma das únicas artistas solo femininas a obter o maior número de milhões de singles físicos certificados, com um total de cinco ("Chase the Chance", "Don't Wanna Chy", "You're My Sunshine", " A Walk in the Park "e" Can You Celebrate? ". " Can You Celebrate?" Ainda é o lançamento físico mais vendido por uma cantora - com vendas estimadas de 2,750 milhões de cópias vendidas no Japão. Por um breve período em 1996, seu segundo álbum de estúdio, Sweet 19 Blues, foi o álbum mais vendido na história da música japonesa. Além disso, ela deteve o recorde de maior abertura de vendas para uma artista feminina ou solo até ser contestada pelo álbum de estúdio de Hikaru Utada, First Love, que até hoje se destaca como o álbum mais vendido no Japão.
Com sua súbita ascensão ao estrelato, Amuro foi apontada por jornalistas e comentaristas como um lançadora de tendências no Japão e em toda a Ásia. Ela acabou se tornando a figura mais proeminente nas revistas de moda e na imprensa em geral por mudar a imagem e os estilos típicos de ídolos japoneses das mulheres no Japão, em favor de "tingir os cabelos de castanho, arrancar as sobrancelhas ... botas de sola grossa / longas, minissaia, pele bronzeada e tatuagens ". Isso fez dela um ícone da moda e criou uma base de fãs conhecida como Amuraa na década de 1990, com muitas meninas e mulheres admirando sua moda, penteado e maquiagem. Além disso, sua moda também pavimentou os caminhos para uma cultura da moda japonesa, kogal e tendências da moda conhecidas como gyaru, uma transliteração japonesa de girl. No entanto, David W. Edgington - escritor do romance Japão no milênio: unindo passado e futuro - opinou que Amuro mudou a cultura estereotipada de ídolos, enquanto o escritor Marwan Kraidy acreditava que ela fazia parte do "crescente poder cultural do Japão" em relação ao mundo. Além disso, uma autora do Centro de Mulheres EUA-Japão acreditava que o sucesso de Sweet 19 Blues foi a razão pela qual muitas pessoas a emularam como modelo entre 1996 e 1997. Evidentemente, alguns comentaristas vincularam seu aumento repentino de sucesso às experiências de Janet Jackson e Madonna.

## Discografia
Álbuns de estúdio
- Dance Tracks Vol. 1 (1995)
- Sweet 19 Blues (1996)
- Concentration 20 (1997)
- Genius 2000 (2000)
- Break the rules (2000)
- Style (2003)
- Queen of Hip-Pop (2005)
- Play (2007)
- Past<Future (2009)[120]
- Uncontrolled (2012)
- Feel (2013)
- _genic (2015)

Álbuns de compilação
- Original Tracks Vol. 1 (1996)
- 181920 (1998)
- Love Enhanced single collection (2002)
- 181920 & films (2004)
- Best Fiction(2008)[121]
- Checkmate! (2011)
- Ballada (2014)
- Finally (2017)

## Videografia
- First anniversary - 1996 Live at Chiba Marine Stadium (27 de setembro de 2000)
- Concentration 20 - Live in Tokyo Dome (27 de setembro de 2000)
- 181920 films (27 de setembro de 2000)
- Tour GENIUS 2000 (18 de agosto de 2000)
- Filmography (7 de março de 2001)
- 181920 films + filmography (13 de março de 2002)
- Best clips (11 de dezembro de 2002)
- When pop hits the pix (26 de março de 2003)
- Break the rules tour (19 de novembro de 2003)
- SO CRAZY tour featuring BEST singles 2003-2004 (23 de setembro de 2004)
- Filmography 2001-2005 (7 de dezembro de 2005)
- Space of Hip Hop (15 de março de 2006)
- Live Style 2006 (21 de fevereiro de 2007)
- Play Tour (27 de fevereiro de 2008)
- BEST FICTION TOUR 2008-2009 (9 de setembro de 2009)
- PAST<FUTURE tour 2010 (15 de dezembro de 2010)
- LIVE STYLE 2011 (21 de dezembro de 2011)
- 5 Major Domes Tour 2012 ~20th Anniversary Best~ (27 de fevereiro de 2013)
- FEEL tour 2013 (26 de fevereiro de 2014)
- LIVE STYLE 2014 (11 de Fevereiro de 2015)
- namie amuro LIVEGENIC 2015-2016
- namie amuro LIVE STYLE 2016-2017[122][123][124]

## Filmografia
- 1993: Ichigo hakusho
- 1994: Toki wo kakeru shōjo
- 1995: Station
- 1995: Watashi, Mikata desu
- 1996: That's cunning!

## Turnês
Oficiais
- A walk in the park Tour (1997)
- Genius Tour (2000)
- Break the Rules Tour (2001)
- AmR '01 Tour (2001)
- So Crazy Tour Featuring Best Singles (2003-2004)
- Fan Space '04 Tour (2004)
- Space of Hip-Pop Tour (2005)
- Play Tour (2007-2008)
- Best Fiction Tour (2008-2009)
- Past<Future Tour (2010)
- FEEL Tour (2013)
- Livegenic (2015-2016)

Comemorativas
- Best Tour Live Style (2006)
- Live Style (2011)
- 5 Major Domes Tour: 20th Anniversary Best (2012)
- Asia Tour (2013)
- Live Style (2014)
- Live Style (2016-17)
- 25th Anniversary in Okinawa (2018)
- Finally: Final Tour (2018)
- Finally: Final Tour in Asia (2018)